# Giampaolo Calanchini
Giampaolo Calanchini (* 4. Februar 1937 in Ferrara; † 19. März 2007 in Bologna) war ein italienischer Säbelfechter.

## Erfolge
Giampaolo Calanchini wurde 1965 in Paris mit der Mannschaft Vizeweltmeister. Zweimal nahm er an Olympischen Spielen teil: 1960 schied er in Rom mit der italienischen Equipe im Halbfinale gegen Ungarn mit 6:9 aus. Im Gefecht um Rang drei setzte er sich gemeinsam mit Wladimiro Calarese, Pierluigi Chicca, Roberto Ferrari und Mario Ravagnan gegen die Vereinigten Staaten mit 9:6 durch und gewann dadurch die Bronzemedaille. Bei den Olympischen Spielen 1964 zog er mit der Mannschaft ungeschlagen ins Gefecht um die Goldmedaille ein, in der sie der sowjetischen Equipe mit 6:9 unterlegen war. Mit Cesare Salvadori, Wladimiro Calarese, Pierluigi Chicca und Mario Ravagnan gewann er Silber.